# SIPA S.300
Die SIPA S.300 war ein leichtes strahlgetriebenes Schulflugzeug des französischen Herstellers Société industrielle pour l’aéronautique.

## Geschichte und Konstruktion
Die SIPA S.300 war vermutlich das erste Strahlflugzeug, das von Anfang an als Anfängerschulflugzeug konstruiert worden ist. Alternativ hätte es auch als schnelles Verbindungsflugzeug eingesetzt werden können. Das Flugzeug war ein Ganzmetalltiefdecker mit Tandemcockpit und voll verglaster Haube. Angetrieben wurde die Maschine von einem Turbomeca-Palas-Strahltriebwerk mit 1,57 kN (350 lbf) Schub. Die S.300 startete, von Max Fischl pilotiert, am 4. Oktober 1954 zu ihrem Erstflug und wurde erstmals 1955 auf der Pariser Luftfahrtschau präsentiert. Der Prototyp wurde am 26. September 1955 bei einem Flugunfall zerstört, worauf die Entwicklung abgebrochen wurde.

## Technische Daten
| Kenngröße             | Daten                                                              |
| --------------------- | ------------------------------------------------------------------ |
| Besatzung             | 2                                                                  |
| Länge                 | 6,71 m                                                             |
| Spannweite            | 8,02 m                                                             |
| Höhe                  | 2,57 m                                                             |
| Flügelfläche          | 9,80 m²                                                            |
| Flügelstreckung       | 6,6                                                                |
| Leermasse             | 583 kg                                                             |
| max. Startmasse       | 920 kg                                                             |
| Reisegeschwindigkeit  | 312 km/h                                                           |
| Höchstgeschwindigkeit | 360 km/h                                                           |
| Dienstgipfelhöhe      | 5050 m                                                             |
| Reichweite            | 450 km                                                             |
| Triebwerke            | 1 × Strahltriebwerk Turbomeca Palas mit 1,57 kN (350 lbf) Leistung |